# Google Daydream
Google Daydream è una piattaforma di realtà virtuale per dispositivi Android (da Android Nougat 7.1) sviluppato da Google Inc. fuori produzione. A differenza del suo predecessore, il più economico Google Cardboard, essa è destinata principalmente ad un uso più lungo e professionale. Oltre al software che permette lo sviluppo di applicazioni apposite, esso commercializza anche il controller Google Daydream View per l'utilizzo del proprio dispositivo Android Daydream-ready, uno stereoscopio per realtà virtuale.

## Storia
La piattaforma è stata annunciata per la prima volta a maggio 2016 nella conferenza degli sviluppatori Google I/O. Il primo visore VR Daydream View è apparso sul mercato il 10 novembre 2016.
A gennaio 2017, il programma Daydream è stato aperto a tutti gli sviluppatori includendo gli SDK di Unity e di Unreal Engine.

## Tecnologia

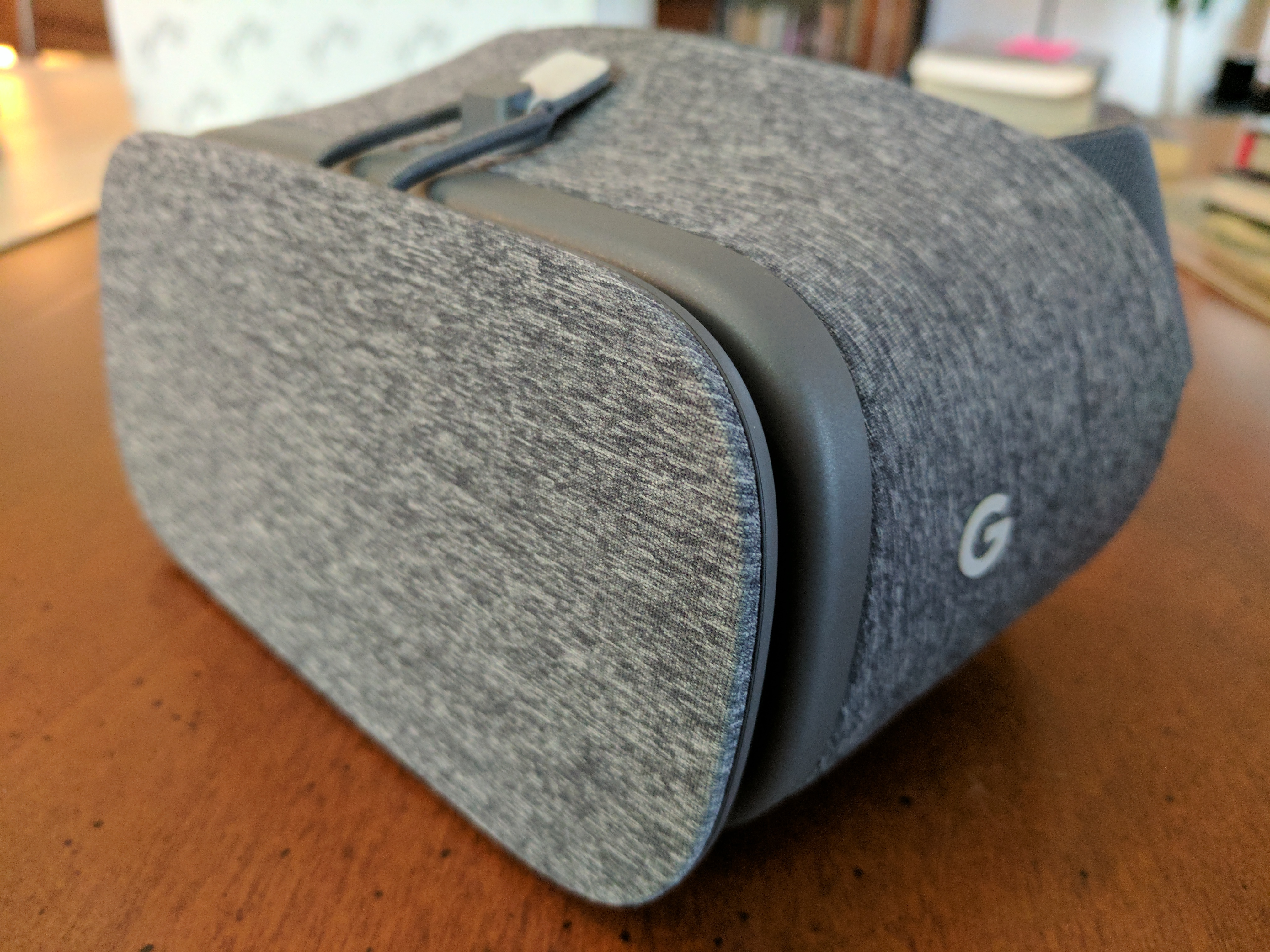
Un Daydream di prima generazione

### Visore
Per accedere alle applicazioni Daydream è possibile utilizzare il visore VR prodotto dall'azienda, il Daydream View. La prima versione del Daydream View è stata pubblicata il 4 ottobre 2016. Per semplificare l'accesso all'applicazione necessaria per utilizzare il Daydream View, è integrato un chip NFC. Successivamente è stato rilasciato sul mercato il 10 novembre 2016 per un prezzo al dettaglio di $79. The Verge loda che il visore sia più piccolo, più conforme, più leggero e più portatile degli altri visori, quindi può durare più a lungo. Anche il design è stato oggetto di elogio.
In occasione di un evento Google 2017, è stato annunciato che ci sarà una nuova versione dal design ridisegnato, una maggiore selezione dei colori e un campo visivo esteso. La seconda generazione di visori è stata rilasciata il 19 ottobre 2017, con un prezzo iniziale di $99. Le migliorie apportate coinvolgono gli obiettivi e l'archetto mentre l'aggiunta di un radiatore ha lo scopo di renderlo più fresco.

### Controller
Il pacchetto del visore include un controller wireless. Il controller dispone di pulsanti e sensori di movimento con cui è possibile eseguire diverse azioni. I sensori sono utilizzati per rilevare la direzione e il movimento del controller e dell'utente. Il controller può essere riposto all'interno del visore se non è in uso. Esso presenta un touchpad, due pulsanti circolari (uno come pulsante per tornare alla home e uno per le azioni dell'app), due pulsanti per controllare il volume e una barra di stato. Il controller può essere caricato tramite USB-C. Il caricatore ed il cavo non sono inclusi e devono essere acquistati separatamente.

### Software
La modalità VR consente di visualizzare app multimediali e giocare in VR. I partner includono Netflix e Ubisoft. Il movimento viene rilevato dal sensore del giroscopio dello smartphone.

## Visori

### Google Daydream View di prima generazione
La prima generazione di Google Daydream View è stata annunciata il 4 ottobre 2016. Gli smartphone Daydream-ready possono essere posizionati nel vano anteriore del Daydream View e quindi visualizzati in VR attraverso le due lenti dell'auricolare. Il Daydream View si distingue dai precedenti supporti per la testa per VR per essere costruito in un materiale di stoffa leggero, oltre a presentare nodi capacitivi e un chip NFC per semplificare il processo di impostazione della visione in realtà virtuale. Il Daydream View è stato rilasciato il 10 novembre 2016, inizialmente in un'opzione di colore "Slate". Due nuovi colori, "Crimson" e "Snow", sono stati resi disponibili l'8 dicembre.

Le cuffie Daydream di Google sono dotate di un controller wireless. Questo controller può essere utilizzato per interagire con il mondo vituale premendo un pulsante o agitando il dispositivo. I sensori a bordo vengono utilizzati per tracciare l'orientamento del controller e approssimare la posizione della mano dell'utente. Il controller di Daydream View può essere riposto all'interno delle cuffie quando non viene utilizzato. Il controller è dotato di un touchpad, due pulsanti circolari (uno che funge da pulsante home e uno che funge da pulsante specifico per le app) e due pulsanti del volume, oltre a una luce di stato. Il controller è ricaricabile e si ricarica tramite USB-C. Sulle sue pagine di supporto, Google ha fatto notare che il Daydream View "non include un caricatore o dei cavi" e indirizza gli utenti ad acquistarli dal Google Store.

### Google Daydream View di seconda generazione
La seconda generazione di Daydream View è stata presentata durante l'evento Made by Google 2017. È stato rilasciato in una serie di colori diversi, ovvero: "Charcoal", "Fog" e "Coral". È in gran parte simile al modello di prima generazione, con alcuni miglioramenti, tra cui un design leggermente modificato e lenti migliorate per un campo visivo più ampio. È stato rilasciato il 19 ottobre 2017, con un prezzo di lancio di 99 dollari.

### Lenovo Mirage Solo
Lenovo nel 2018 ha introdotto il primo visore con Google Daydream standalone chiamato Lenovo Mirage Solo, il visore ha un Qualcomm Snapdragon 835, 4 GB di RAM, 64 GB di memoria interna estendibile con una scheda microSD, due microfoni, la porta jack cuffie da 3,5 mm, uno schermo da 2560 x 1440 LCD e una batteria da 4000mAh, il visore ha un sistema di position tracking chiamato Google WorldSense.
Insieme al visore venne introdotto la Mirage Camera, una fotocamera 3D VR che consente di fare foto, video e live in 180 gradi con due lenti che catturano in 4K, la fotocamera ha 16 GB di memoria interna estendibile con una scheda microSD.
Nel maggio del 2018 appare nel mercato il visore con un costo di 300$.

## Compatibilità
Alla conferenza degli sviluppatori di Google I/O, i seguenti produttori di smartphone hanno detto che stavano lavorando su dispositivi che avrebbero supportato Daydream: Samsung, HTC, LG, Xiaomi, Huawei, ZTE, Asus e Alcatel.
Sundar Pichai, CEO di Google, aveva previsto di rilasciare 11 smartphone Daydream-Ready entro la fine del 2017.
Finora sono i seguenti i dispositivi che supportano Daydream:
| Smartphone           | Società             |
| -------------------- | ------------------- |
| Pixel e Pixel XL     | Google              |
| Moto Z               | Motorola Mobility   |
| ZenFone AR           | Asus                |
| Mate 9 Pro           | Huawei              |
| Axon 7               | ZTE                 |
| Galaxy S8 e S8 +     | Samsung Electronics |
| Galaxy Note 8        | Samsung Electronics |
| V30                  | LG Electronics      |
| Pixel 2 e Pixel 2 XL | Google              |
| Pixel 3 e Pixel 3 XL | Google              |
| Galaxy S9 e S9 +     | Samsung Electronics |
| Galaxy Note 9        | Samsung Electronics |

Il Nexus 6P è considerato un dispositivo di sviluppo per gli sviluppatori che creano giochi o app per Google Daydream

## Interruzioni
Nel ottobre del 2019, Google ha annunciato che smetterà di vendere il Daydream View e smetterà di certificare nuovi telefoni pronti per Daydream includendo i Pixel 4 e Pixel 4 XL, i nuovi telefoni rilasciati nel 2019 e in poi non sarà più compatibile con Daydream.
Google ha chiuso l'appstore di Daydream nel 2021
Nel ottobre del 2020, Google ha annunciato di smettere il supporto della piattaforma con il rilascio di Android 11